# 2MASS 0939-2448
2MASS 0939-2448 är en tänkbar dubbelstjärna belägen i den norra delen av stjärnbilden Luftpumpen. Den har en skenbar magnitud av ca 15,61 (J) och kräver ett teleskop med kamera för att kunna observeras. Baserat på parallaxmätning på ca 187,3 mas, beräknas den befinna sig på ett avstånd på ca 17,4 ljusår (ca 5,3 parsek) från solen. 2MASS 0939−2448 identifierades som en brun dvärg genom analys av data från 2MASS-undersökningen av Tinney et al. Upptäckten publicerades 2005.

## Egenskaper
2MASS 0939−2448 är en trolig dubbelstjärna med två närliggande bruna dvärgar av spektraltyp T. De två stjärnorna kretsar kring varandra på ett avstånd av 0,0928 AE.
Primästjärnan i 2MASS 0939-2448 A är en brun dvärgstjärna av spektralklass T8. Den har en massa som är ca 20 - 50 solmassor, en radie som är ca 1,22 solradier och utsänder energi från dess fotosfär motsvarande ca 0,000002 gånger solen vid en effektiv temperatur av ca 600 K. Följeslagaren är en brun dvärgstjärna av spektraltyp T. Den har en massa som är ca 20 - 40 jupitermassor, en radie som är ca 0,09 jupiterradier och har en effektiv temperatur av ca 600 - 700 K. Det är också möjligt att det är ett par identiska objekt med temperaturer på 600 K och massa av 30 Jupitermassor.
Från publiceringen av upptäckten 2005 till åtminstone från 2008 var 2MASS 0939−2448, eller dess svaga följeslagare, den mörkaste bruna dvärgen man känner till. Senare upptäcktes mörkare objekt, som  (under)bruna dvärgar och fria planeter av ny spektralklass Y, med hjälp av data från WISE och från andra undersökningar. Åren 2011–2014 var den mörkaste kända av dessa objekt WISE 1828+2650 och från 2014 är det mörkaste WISE 0855−0714.